# David Raya
David Raya Martín (Barcelona, 15 de setembro de 1995) é um futebolista espanhol que joga como goleiro. Atualmente joga no Arsenal.

## Carreira

### Blackburn
Nascido em Barcelona, Catalunha, Raya começou sua carreira em sua cidade natal e atuava tanto quanto goleiro, quanto como jogador de linha no futsal. Mais tarde, jogou futebol juvenil pelo UE Cornellà, antes de se mudar para a Inglaterra para se juntar ao Blackburn com uma bolsa de estudos em julho de 2012. Dois anos antes, a transferência de Hugo Fernández para Ewood Park havia levado a um acordo entre os dois clubes para que os jogadores do UE Cornellà se juntassem ao Blackburn Rovers para testes. Ele progrediu pela academia do clube e assinou um contrato profissional em 26 de fevereiro de 2014. Raya ganhou sua primeira experiência como sénior com um período de quatro meses em empréstimo no clube da Conference Premier Southport durante a primeira metade da temporada 2014–15 e fez 24 aparições. Após seu retorno a Ewood Park, ele fez duas aparições tardias na temporada Championship e assinou um novo contrato de três anos em abril de 2015.
Apesar de fazer apenas 13 aparições durante as temporadas 2015–16 e 2016–17, Raya foi o goleiro reserva dos Rovers, atrás de Jason Steele, e foi um membro frequente do elenco em dia de jogo. O rebaixamento dos Rovers para a League One no final da temporada 2016–17 viu Raya assumir o posto de goleiro titular do clube. Ele fez 47 aparições durante a temporada 2017–18 e ajudou o clube a conquistar a promoção automática de volta à Championship. Ele manteve seu lugar durante a 2018–19 e fez 46 aparições durante uma temporada de consolidação na Championship. Raya deixou os Rovers em julho de 2019, após fazer 108 aparições pelo clube.

### Brentford
Em 6 de julho de 2019, Raya assinou com o Brentford, da Championship, um contrato de quatro anos por uma taxa não divulgada, especulada em 3 milhões de libras. As atuações de Raya durante a primeira metade da temporada 2019–20 lhe renderam uma indicação para goleiro do Ano no London Football Awards de 2020 e seus 16 jogos sem sofrer golos em partidas da liga durante a temporada fizeram com que ele compartilhasse o prêmio Luva de Ouro da EFL com Bartosz Białkowski. Raya fez 49 aparições durante uma temporada que terminou com uma derrota por 2 a 1 na final dos play-offs da Championship de 2020 para os rivais londrinos do oeste, Fulham.
Lesões e especulações de transferência levaram Raya a ser deixado de fora dos elencos do treinador principal Thomas Frank durante a pré-temporada e no início da temporada regular. Depois de ser reintegrado com duas aparições na EFL Cup e capitaneando a equipe em ambas as partidas, ele assinou um novo contrato de quatro anos em 2 de outubro de 2020. Raya terminou a temporada 2020–21 com 48 aparições, 17 jogos sem sofrer gols e uma medalha de promoção, conquistada com uma vitória por 2 a 0 na final dos play-offs da Championship de 2021 sobre o Swansea City. Em seu crescente papel como um goleiro-linha, Raya tentou 300 passes a mais do que qualquer outro arqueiro da Championship durante a temporada.
Raya começou a temporada 2021–22 como titular em todas as partidas da Premier League, antes de sofrer uma lesão no ligamento cruzado posterior durante uma derrota por 2 a 1 para o Leicester em 24 de outubro de 2021. Ele voltou aos treinos ao ar livre em 10 de janeiro de 2022. Após uma aparição em um jogo amistoso em 1º de fevereiro de 2022, Raya retornou ao jogo competitivo com uma titularidade na derrota por 4 a 1 para o Everton na quarta rodada da FA Cup quatro dias depois. Ele foi titular até o final da temporada e terminou uma temporada de meio de tabela com 25 aparições.
Raya continuou como titular em todas as partidas da liga durante a temporada 2022–23 e suas atuações durante um janeiro de 2023 invicto (durante o qual o Brentford desafiou as vagas europeias) o viram indicado para o prêmio de Jogador do Mês da Premier League. No mesmo mês, Raya rejeitou uma segunda oferta de novo contrato. Ele foi membro do grupo de liderança do clube durante uma temporada de 2022–23 em que foi titular em todas as partidas da liga.

### Arsenal

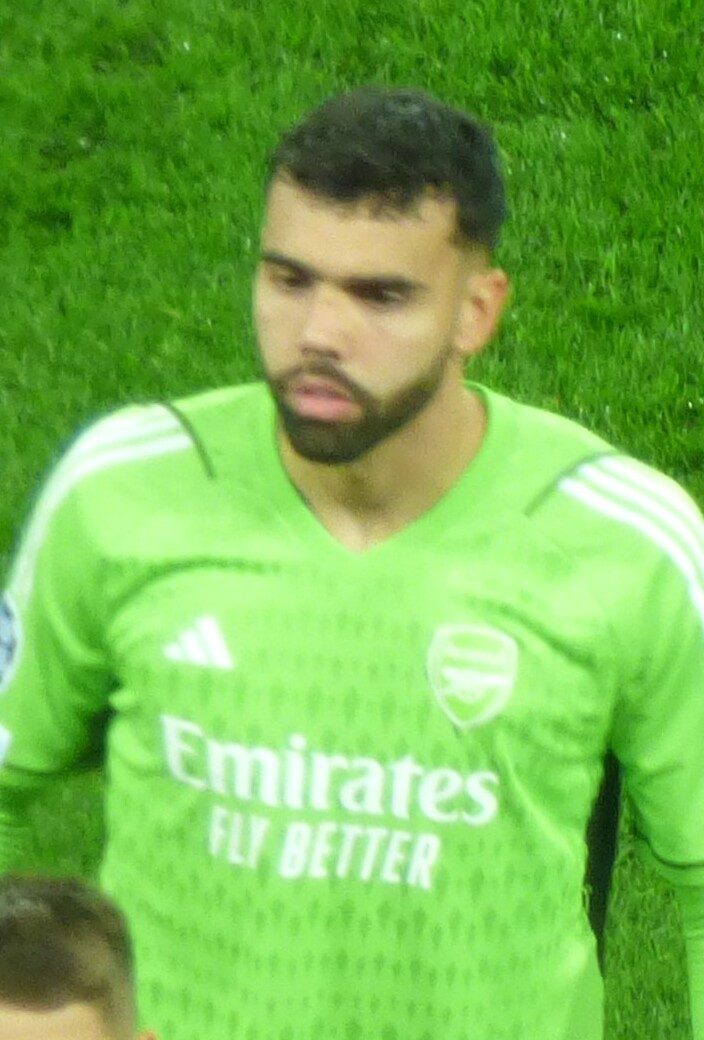
Raya pelo Arsenal em 2023

Em 15 de agosto de 2023, Raya completou uma mudança por empréstimo de uma temporada para o Arsenal. O Arsenal pagou 3 de libras milhões para concluir o acordo de empréstimo, que possui uma opção de compra de 27 milhões de libras. Como parte do acordo, Raya assinou uma extensão de contrato de dois anos com o Brentford, que também inclui uma opção do clube por mais 12 meses. Em 17 de setembro, ele fez sua estreia como titular pelo Arsenal contra o Everton no Goodison Park, substituindo Aaron Ramsdale como goleiro titular do Arsenal. Raya mais tarde fez sua estreia em casa pelo Arsenal e na Champions League contra o PSV Eindhoven em 20 de setembro, mantendo o gol invicto enquanto os Gunners venciam por 4 a 0. Em 24 de setembro, Raya começou no primeiro dérbi do norte de Londres da temporada contra o Tottenham e teve uma atuação mista.
Em referência à substituição de Ramsdale por Raya como goleiro titular do Arsenal, o jornalista da BBC Phil McNulty afirmou em novembro de 2023 que o técnico Mikel Arteta teve que "enfrentar uma escrutínio inevitável sobre se ele também reduziu a eficácia e a fluidez do Arsenal aplicando uma solução para algo que não estava quebrado." Em 12 de março de 2024, Raya defendeu dois pênaltis em uma vitória por pênaltis contra o Porto nas oitavas de final da Champions League, o que qualificou seu clube para as quartas de final pela primeira vez desde a temporada 2009–10.
No dia 4 de julho de 2024, ele completou sua transferência definitiva para o Arsenal assinando um contrato de longo prazo.

## Seleção Espanhola
Depois de não ter sido convocado pela Espanha nas categorias de base, Raya conquistou sua primeira convocação internacional para a seleção principal para dois amistosos em março de 2022. Ele fez sua estreia na vitória por 2 a 1 sobre a Albânia em 26 de março e permaneceu como substituto não utilizado na segunda partida. Raya foi suplente não utilizado em todas as 8 partidas da Liga das Nações A da UEFA em 2022–23. Em novembro de 2022, Raya foi convocado para a Copa do Mundo realizada no Catar.

## Estilo de jogo
Raya é conhecido por ser um goleiro de qualidade, além de saber trabalhar com a bola nos pés. Ele "pode jogar na defesa e fica feliz em cobrir o espaço nas costas", o que permite a uma equipe "jogar com linha alta". Como resultado do estilo de jogo dele e do Brentford durante a temporada 2020–21, Raya tentou 300 passes a mais do que qualquer outro goleiro no campeonato.

## Títulos
Espanha[carece de fontes?]
- Liga das Nações da UEFA: 2022–23
- Eurocopa: 2024

### Prêmios individuais
- Luva de Ouro da Premier League: 2023–24[carece de fontes?]